# Kazimierz Franciszek Stęplowski
Kazimierz Franciszek Stęplowski (ur. 1700, zm. 1772) – profesor retoryki, doktor filozofii i teologii, rektor Akademii Krakowskiej, egzaminator
prosynodalny (1764–1767), cenzor książek drukowanych w diecezji krakowskiej (1767).

## Życiorys
W 1721 uzyskał stopień bakałarza. Jako magister nauk wyzwolonych w latach 1724–1726 został zatrudniony jako profesor poetyki w Białej Podlaskiej. W latach 1727–1729 pracował jako dyrektor kolonii akademickiej w Chełmnie. W grudniu 1729 został przeniesiony do Akademii Lubrańskiego w Poznaniu, gdzie był także  prefektem seminarium. W latach 1733–1736 pracował w Pińczowie. Członek Kolegium Mniejszego od 1734, w 1741 został członkiem Kolegium Większego. W 1759 został doktorem teologii i generalnym wizytatorem kolonii akademickich. W 1762 był dziekanem Wydziału Teologicznego, a w 1762 po raz pierwszy został wybrany rektorem Akademii. Pełnił funkcję dziekana kościoła św. Floriana, był też prepozytem kościoła św. Jakuba na Kazimierzu oraz prowizorem seminarium diecezjalnego. Posiadał prepozyturę kolegiaty Wszystkich Świętych w Krakowie (1767).
W 1753 wydał podręcznik logiki dla Szkół Nowodworskich. Zapisał także 5 tys. zł na utworzenie i utrzymanie Ogrodu Botanicznego.